# Mejîhirka, Nemîriv
Mejîhirka (în ucraineană Межигірка) este un sat în comuna Kovalivka din raionul Nemîriv, regiunea Vinnița, Ucraina.

## Demografie
Componența lingvistică a localității Mejîhirka
     Ucraineană (100%)
Conform recensământului din 2001, toată populația localității Mejîhirka era vorbitoare de ucraineană (100%).